# Илунга, Бадибанга
Бадибанга Илунга (англ. Badibanga Ilunga; род. 16 июня 1972, Заир) — футболист из ДР Конго, полузащитник. Бронзовый призёр Кубка африканских наций 1998 года.

## Биография
Бадибанга Илунга родился 16 июня 1972 года.
Играл на позиции полузащитника. В 1998 году выступал в чемпионате ДР Конго за «Мотема Пембе» из Киншасы и стал обладателем титула.
В 1997—1998 годах провёл 2 матча за сборную ДР Конго. Дебютным для Илунги стал матч 16 августа 1997 года в Лусаке в рамках отборочного турнира чемпионата мира против сборной Замбии (0:2), который он отыграл полностью. В 1998 году стал бронзовым призёром Кубка африканских наций в Буркина-Фасо, сыграв в единственном матче группового этапа против сборной Ганы (1:0).

## Достижения
«Мотема Пембе»
- Чемпион ДР Конго(1): 1998

ДР Конго
- Бронзовый призёр Кубка африканских наций(1): 1998